# Sauðabólstindur
Sauðabólstindur är en bergstopp i republiken Island. Den ligger i regionen Austurland, 400 km öster om huvudstaden Reykjavík. Toppen på Sauðabólstindur är 858 meter över havet.
Runt Sauðabólstindur är det mycket glesbefolkat, med 2 invånare per kvadratkilometer. Närmaste större samhälle är Fáskrúðsfjörður, omkring 11 kilometer nordväst om Sauðabólstindur. Trakten runt Sauðabólstindur består i huvudsak av gräsmarker.